# SV Elversberg
Az SpVgg 07 Elversberg német labdarugócsapat, székhelye Spiesen-Elversberg. Jelenleg a német 2. Bundesligában szerepel. Hazai mérkőzéseit a 10000 néző befogadására alkalmas Waldstadion an der Kaiserlindeben játssza.  

## Történelem
A csapatot 1907-ben alapították FC Germania Elversberg néven. A klub általában a német negyedosztályban szerepelt, legnagyobb sikere a 2022–23-as szezon volt, amikor az egyesület története során először feljutott a német másodosztályba. 

## Keret
| #  |     | Poszt | Név                                                      |
| -- | --- | ----- | -------------------------------------------------------- |
| 1  | GER | K     | Frank Lehmann                                            |
| 4  | GER | V     | Kevin Conrad (csapatkapitány)                            |
| 5  | GER | V     | Frederik Jäkel (kölcsönben a RB Leipzig csapatától)      |
| 6  | GER | KP    | Patryk Dragon                                            |
| 7  | GER | KP    | Manuel Feil                                              |
| 8  | GER | KP    | Semih Sahin                                              |
| 9  | GER | CS    | Dominik Martinović                                       |
| 10 | GER | KP    | Jannik Rochelt                                           |
| 11 | GER | KP    | Luca Dürholtz                                            |
| 13 | POR | V     | Marcel Correia                                           |
| 14 | GER | V     | Robin Fellhauer                                          |
| 17 | GER | KP    | Paul Wanner ( kölcsönben a FC Bayern München csapatától) |
| 18 | FRA | V     | Hugo Vandermersch ( kölcsönben a SM Caen csapatától)     |
| 19 | GER | V     | Lukas Pinckert                                           |

| #  |     | Poszt | Név                                                   |
| -- | --- | ----- | ----------------------------------------------------- |
| 20 | AUT | K     | Nicolas Kristof                                       |
| 21 | GER | KP    | Paul Stock                                            |
| 22 | GER | KP    | Joseph Boyamba                                        |
| 23 | GER | KP    | Carlo Sickinger                                       |
| 24 | GER | CS    | Luca Schnellbacher                                    |
| 25 | GER | KP    | Sebastian Saftig                                      |
| 26 | GER | V     | Arne Sicker                                           |
| 28 | GER | K     | Tim Boss                                              |
| 29 | DEN | CS    | Wahid Faghir ( kölcsönben a VfB Stuttgart csapatától) |
| 30 | CIV | CS    | Kevin Koffi                                           |
| 31 | GER | KP    | Thore Jacobsen                                        |
| 33 | GER | V     | Maurice Neubauer                                      |
| 35 | AUT | V     | Nico Antonitsch                                       |

## Sikerei
- 3. Liga Bajnok: 2022–23
- Regionalliga Südwest Bajnok: 2017, 2022
- Oberliga Südwest Bajnok: 1996, 1998